# 張鐸 (天順進士)
張鐸（1426年—？），字廷用，直隸真定府真定縣人，明朝政治人物。進士出身。

## 生平
順天府鄉試第一百十九名。天順八年（1464年）甲申科會試第二百十三名，殿試登進士第三甲第七十六名。

## 家族
曾祖父張才卿。祖父張聰。父亲張翥。